# Amniotomia
Amniotomia – chirurgiczne przerwanie błon płodowych mające na celu wzniecenia porodu lub poronienia. Należy do jednych z najstarszych metod indukcji porodu. Wykonywana jest poprzez nakłucie lub przerwanie pęcherza płodowego powodując w ten sposób skrócenie czasu porodu poprzez wzmożenie częstości skurczów macicy. 
Aby tego dokonać konieczne jest rozwarcie kanału szyjki macicy wykonywane za pomocą amniotomu, przy kontroli wzrokowej poprzez ginekologiczny wziernik – amnioskop.
Amniotomia dość często łączona jest z dożylnym podaniem oksytocyny lub prostaglandyn. W ten sposób skutecznie doprowadza do aktywizacji samego porodu.
Przeciwwskazaniem do wykonania amniotomii jest m.in. zakażenie pochwy, wskazania do wykonania cięcia cesarskiego, wielowodzie, poród przedwczesny.